# ضريح روماني (سيدي عابد)
ضريح روماني (سيدي عابد)  هو معلم أثري تونسي مصنف من قبل المعهد الوطني للتراث يقع في ولاية القصرين في الجنوب الغربي التونسي، تحديدا في مدينة سيدي عابد تم تصنيف المعلم في يوم 25 جانفي 1922 1893.